# Podezřeň královská

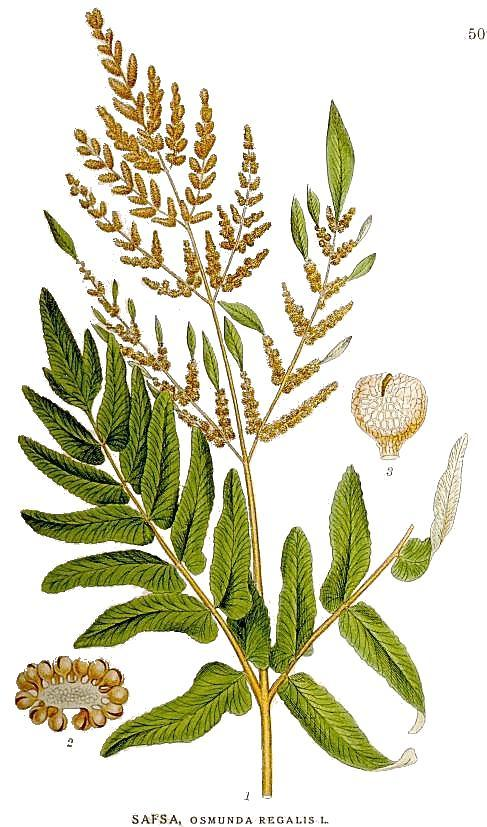
Podezřeň (ilustrace)

Podezřeň královská (Osmunda regalis) je kapradina původní v Evropě, Africe, Asii, a Americe, která roste především v lesních močálech. Tento druh je někdy známý jako „kvetoucí kapradina“. V ČR je podezřeň královská vyhynulou rostlinou, dříve se pravděpodobně vyskytovala v oblasti Lužických a Krušných hor. Chráněným druhem je podezřeň v Polsku, Maďarsku a Německu.

Podezřeň patří mezi acidofilní rostliny. V mnoha oblastech se podezřeň stala vzácnou v důsledku odvodňování mokřadů pro zemědělské účely.

## Popis
Podezřeň královská je opadavá vytrvalá bylina dorůstající 1–2 metrů výšky a až 4 metrů šířky. Má odděleně rostoucí rezavě zbarvené plodolisty s výtrusy (tzv. sporofyly) od zelených asimilujících neplodných listy (trofofylů). Neplodné listy jsou dlouhé 60–160 cm a 30–40 cm široké, dvakrát zpeřené s 7–9 páry listů až 30 cm dlouhé. Každý s 7–13 páry lístků 2,5–6,5 cm dlouhých a 1–2 cm širokých. Plodné listy jsou kratší a vzpřímené, 20–50 cm vysoké, obvykle s 2–3 párů sterilních listů ve spodní části a 7–14 páry plodných listů v horní části pokryté nahloučenými sporangii. Plodolisty se objevují od července do srpna. Kořeny jsou černé a často hluboce ukotvené v půdě.

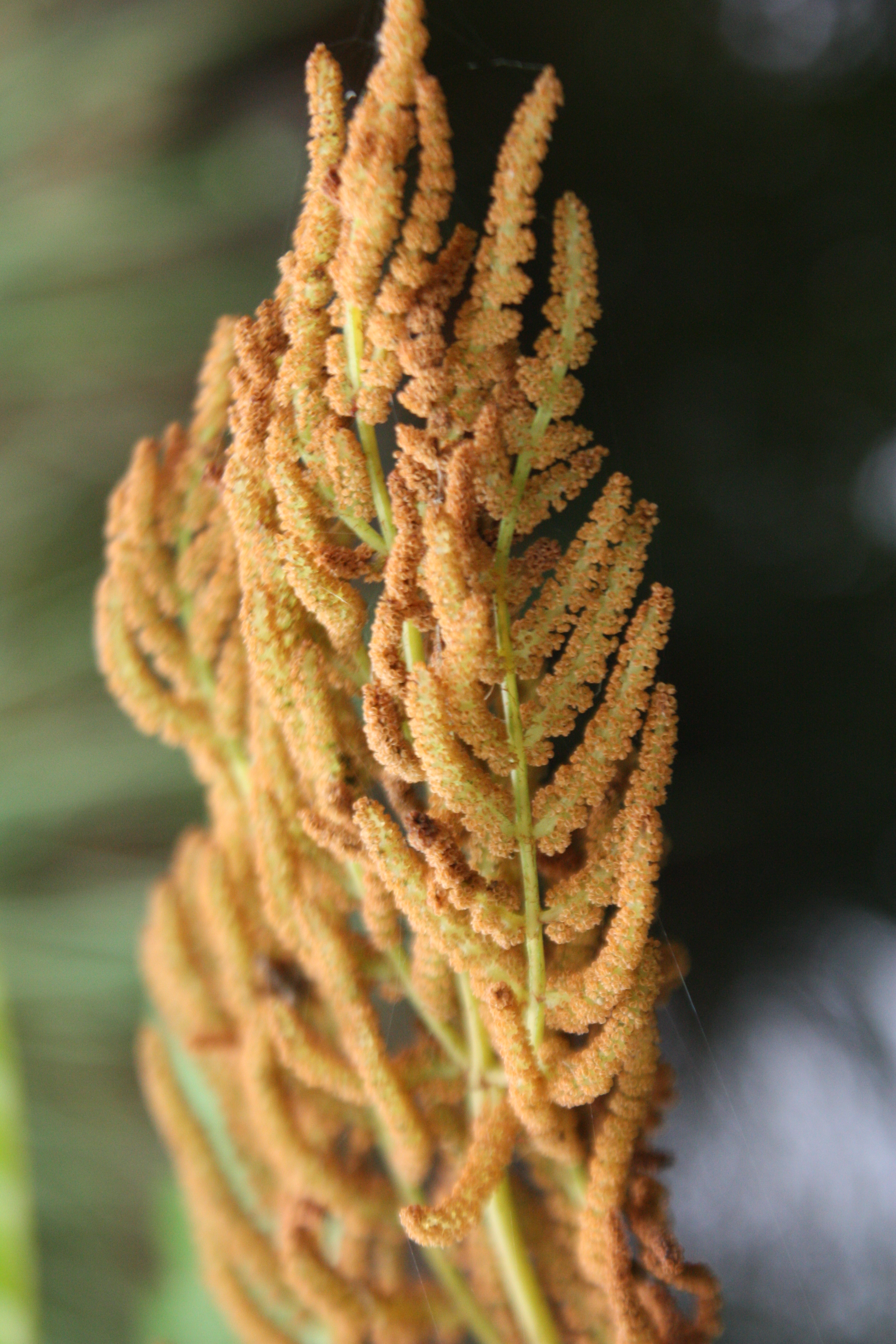
Plodný list se sporangii

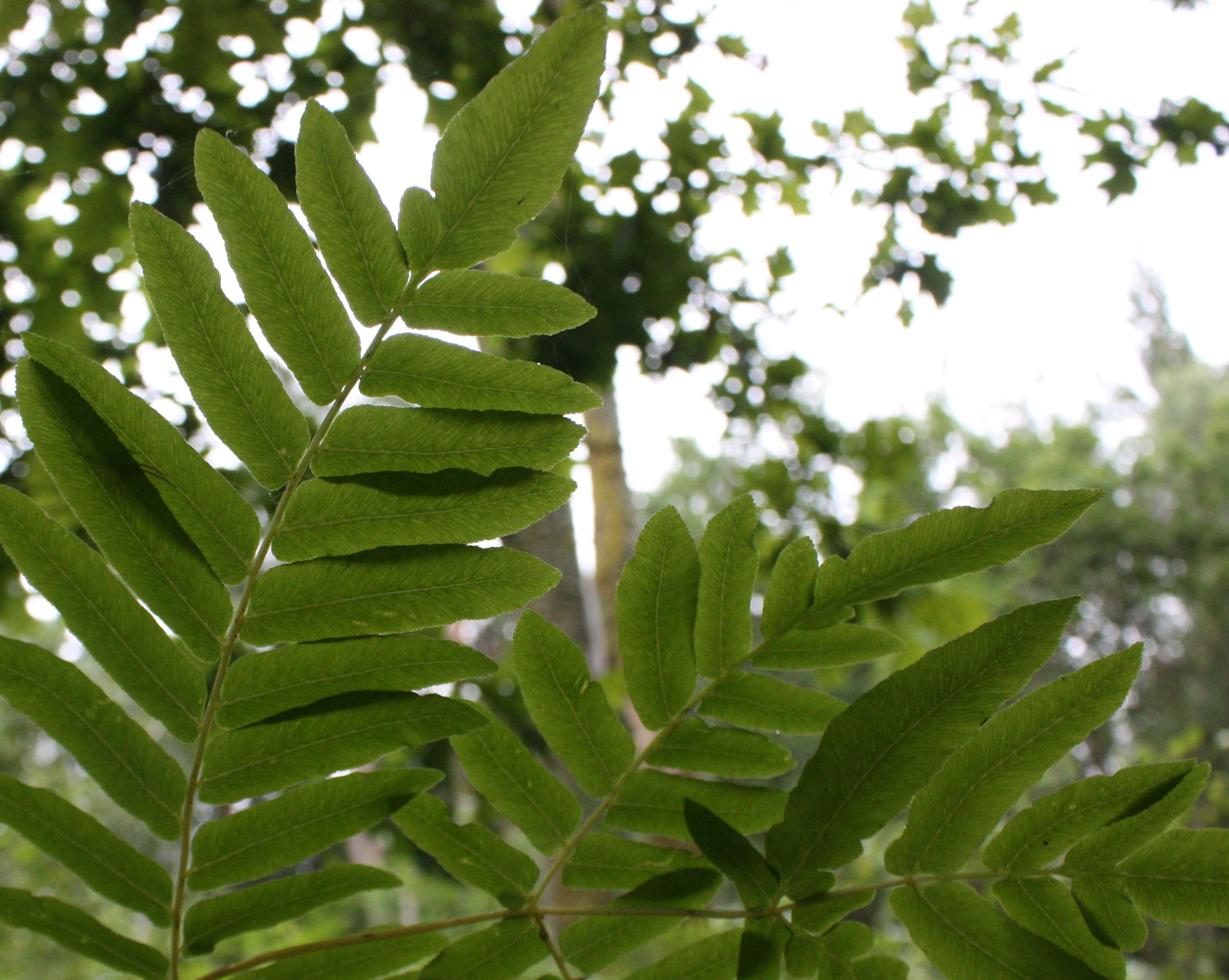
Podezřeň, zelený list

## Variety
- Osmunda regalis var. regalis. Evropa, Afrika, jihozápadní Asie. Sterilní listy 160 cm dlouhé.
- Osmunda regalis var. panigrahiana R. D. Dixit. Jižní Asie (Indie).
- Osmunda regalis var. brasiliensis (Hook. & Grev.) Pic. Serm. Tropické oblasti Střední a Jižní Amerika; je používáno synonymum var. spectabilis některými authory.
- Osmunda regalis var. spectabilis (Willdenow) A.Gray. východní Severní Amerika. sterilní listy 100 cm dlouhé.

Je velmi podobná dalším dvěma druhům Osmunda lancea a Osmunda japonica. Nedávné genetické analýzy (Metzgar et al., 2008) ukázaly, že americké odrůdy jsou sestrami evropského druhu Osmunda regalis. Pokud je to pravda, pak O. lancea a O. japonica by měly být považovány za odrůdy O. regalis, nebo naopak, O. regalis var. spectabilis by měla být považována za samostatný druh, Osmunda spectabilis Willdenow. Tento var. brasiliensis bude Osmunda spectabilis Willdenow var. brasiliensis Hooker & Greville.

## Použití
Kořeny, stejně jako kořeny dalších druhů rodu Osmunda, se používají jako osmundový kořen, který je v zahradnictví využíván jako opěrná konstrukce pro pěstování orchidejí a dalších epifytických rostlin.
Podle slovanské mytologie, plodolist se sporangii, tzv. "Perunova květina" (kapradinový květ), má magickou sílu, a dává svým držitelům možnost porazit démony, splní přání, odemknou tajemství, umožňuje také porozumět jazyku stromů.[zdroj?] V dřívější tradicích, musely sporangia, květy, sbírány na Kupalovu noc (Svatojánská noc), později, po příchodu křesťanství,se datum se změnilo na Velikonoce. Osoby, které chtějí sbírat Perunovy květiny se musí postavit v kruhu kolem rostliny a odolávat popichování nebo hrozbám démonů.[zdroj?]
Ochucená osmunda se používá také jako pokrm namul v korejské kuchyni. „Namul“ je výhradně vegetariánský pokrm složený z různých rostlin a je rozeznáváno více druhů tohoto pokrmu podle sezóny. Mladé výhonky kapradiny jsou, stejně jako výhonky podobných kapradin známé jako „fiddleheads“, pojídány jako potraviny s chřestovou chutí. Zdravotnické využití – kořen má astringentní, projímavé, diuretické účinky a lze jej použít i jako tonikum. Před použitím se poraďte s lékařem, kapradiny jsou rostliny s obsahem toxických látek, mohou způsobit smrt.

## Pěstování
Někdy se podezřeň pěstuje jako zahradní rostlina, má raději polostín, je třeba ji držet ve stálém vlhku a humózní kyselé půdě (rašelina). Množí se výsevem výtrusů a nebo dělením.

## Rizika
Ačkoliv není známo, zda se jedná o jedovatou rostlinu, mnoho kapradin obsahuje jedovaté nebo karcinogenní látky a klidně by to tedy mohl být případ i této rostliny. Extrakt z podezřeně královské je klasifikován jako nebezpečná látka. Bylo totiž zjištěno několik případů otrav, které se dávaly do souvislosti s touto rostlinou; doporučuje se tedy ji před konzumací tepelně upravovat.